# Château de Samone
Le château de Samone (en italien : Castello di Samone), également connu sous le nom de Villa Garda, est un ancien château situé dans la commune de Samone au Piémont en Italie.

## Histoire
Le château est construit dans la seconde moitié du XVIIIe siècle par Francesco Antonio Garda comme résidence de campagne, sur les vestiges d'une construction antérieure datant du XVIe siècle. L'édifice subit plusieurs modifications au fil des décennies par les descendants et les nouveaux propriétaires. Pier Alessandro Garda y a résidé également.

## Description
Le château se dresse à mi-hauteur sur la colline qui domine le village de Samone. Le bâtiment présente des formes néoclassiques.